# Lloran piedras
Lloran piedras, es la séptima canción del primer álbum del quinteto donostiarra de La Oreja de Van Gogh.

## Acerca de la canción
Al igual que Viejo Cuento y Dos Cristales es una canción sui géneris dentro del repertorio de La Oreja de Van Gogh; ellos mismos han declarado que no habla en nada en particular, sino que es muy surrealista. La frase lloran piedras...piedras que lapidan mis sueños es un ejemplo claro de ese surrealismo antes mencionado. 
La primera versión de esta canción se llamaba "El amanecer"; estaba incluida en la segunda maqueta que el grupo grabó para participar en el Concurso de Pop-Rock de San Sebastián en 1997 con la que ganaron; También estuvo incluida en el disco Gazteamaniak, un recopilatorio de grupos locales de San Sebastián.
Entre El amanecer y Lloran piedras solo cambió que la primera va más despacio además de al final mencionar la frase completa "Las nubes lloran piedras, piedras que lapidan mis sueños" mientras que en la versión final del disco solo se menciona "las nubes lloran piedras".
Sólo fue tocada durante la gira de Dile al sol e iba con una introducción con piano. En la gira "A las cinco en el Astoria" con Leire Martínez como vocalista del grupo; al final de la canción Tantas Cosas que Contar tocan un pequeño fragmento musical de la canción y se menciona la frase "las nubes lloran piedras"; hasta ahora el grupo no ha hecho declaraciones respecto a esto. En esta canción al igual que otras del disco colabora Txetxo Bengoetxea en los coros.

## Enlaces
- Lloran Piedras En Directo Campus Rock (Las Palmas)
- Lloran Piedras En Directo Básico 40 Principales 1999

- Datos: Q5977843